# Neferhetepes
Neferhetepes fue una reina del Antiguo Egipto, esposa del faraón Userkaf, el primer monarca de la quinta dinastía, y madre de Sahura, el sucesor de Userkaf. Es probable que haya sido también la madre de Meretnebty, esposa de Sahura. Los títulos más importantes de Neferhetepes fueron Madre del rey del Bajo y el Alto Egipto e Hija del dios.
La existencia de Neferhetepes se dio a conocer por una referencia en la tumba del oficial Persen. Su tumba no estaba lejos de la pirámide de Userkaf, por lo que los expertos de la época suponían que su identidad tenía alguna relación con el faraón. Sin embargo, en épocas más recientes se hallaron numerosos relieves en la calzada de la pirámide perteneciente a Sahura, donde Nefertehepes aparece como la madre del faraón, lo que da a entender que fue la esposa de Userkaf, predecesor de Sahura. 
Neferhetepes fue sepultada en una pequeña pirámide construida junto a la de Userkaf, en Saqqara.
Probablemente, vivió hasta el final del reinado de Sahura, lo que permitió sacar la conclusión de que no se trata de la misma Neferhetepes hija del faraón Dyedefra de la cuarta dinastía.